# Schloss Randegg

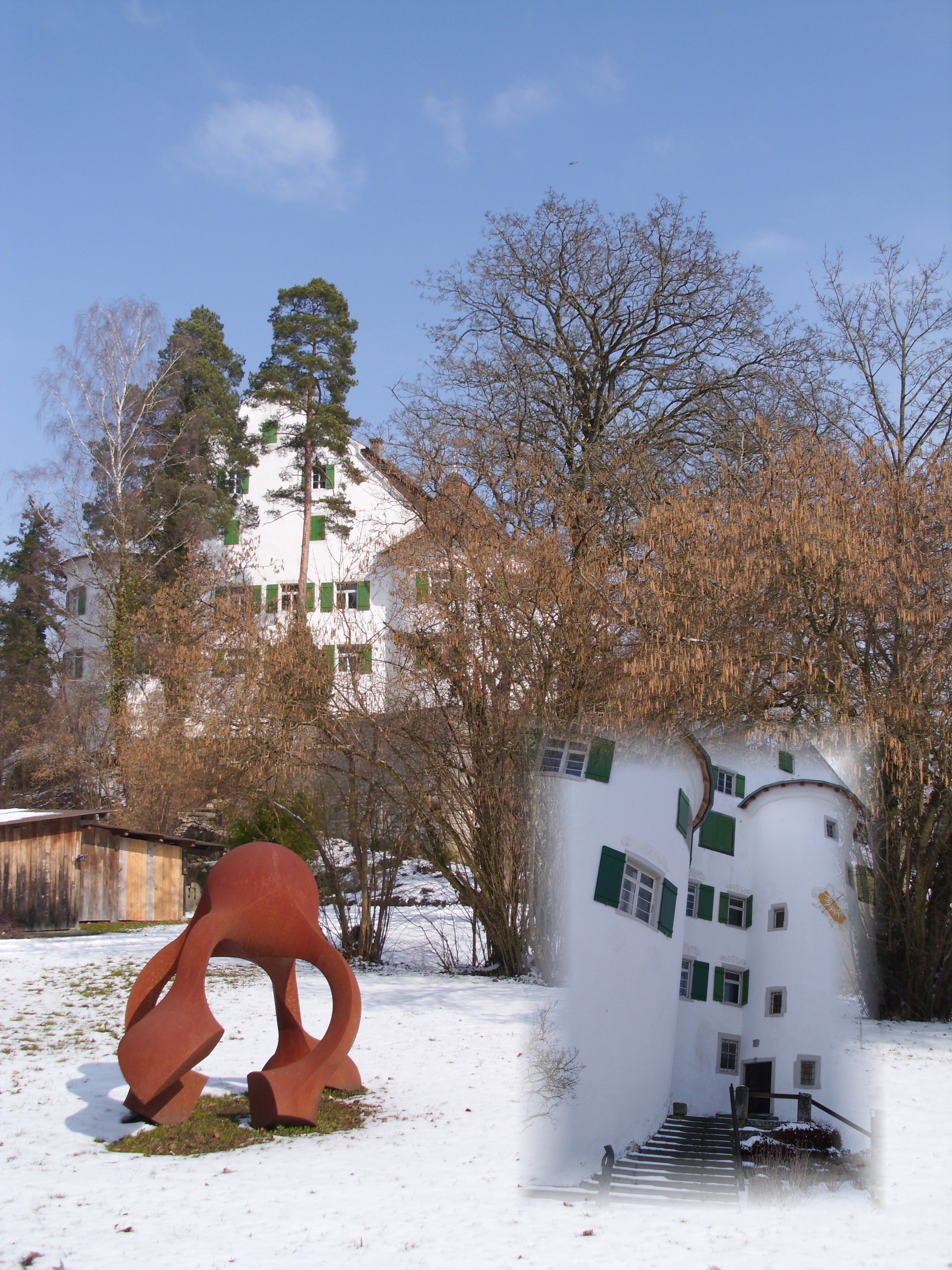
Schloss Randegg

Das Schloss Randegg ist ein Schloss in Randegg, einem Ortsteil von Gottmadingen im baden-württembergischen Landkreis Konstanz.

## Geschichte
Eine erste Burg wurde vermutlich im 12. Jahrhundert (oder noch früher) erbaut. Es ist sogar möglich, dass sich an dieser Stelle ein römisches Kastell befand und die Burg auf deren Grundmauern erbaut wurde. Die Burg ist im Jahre 1214 zum ersten Mal urkundlich erwähnt und war die Stammburg der Herren von Randegg. Die Herren von Randegg verließen mit der Zeit ihre Stammburg und ließen sich in Schaffhausen nieder. Bekannte Persönlichkeiten der Familie waren Burkhard II. von Randegg, Bischof von Konstanz, und der Ritter Johann von Randegg, gefallen in der Schlacht bei Sempach. Die mittelalterliche Burg wurde im Schweizerkrieg 1499 zerstört.
Ein erstes Schloss wurde ab 1567 von Gebhart von Schellenberg erbaut. 1638 wurde das Schloss während des Dreißigjährigen Kriegs von schwedischen Truppen besetzt, die es bei ihrem Abzug am 27. Juni 1639 in Brand steckten. 1728 brannte das Schloss erneut. 1737 fiel die Herrschaft an das Augustiner-Chorherrenstift Beuron, 1755 an die Freiherren von Deuring. Nach mehreren Verkäufen ließ der damalige Besitzer Adolf Sheldon das Anwesen nach 1899 renovieren und den Rittersaal ausmalen. 1923 wurde es schließlich vom Düsseldorfer Arzt und Kunstsammler Hans Koch erworben, dessen Nachfahren es noch heute besitzen. Von 1933 bis 1936 wohnte der Maler Otto Dix mit seiner Familie im Schloss.

## Anlage

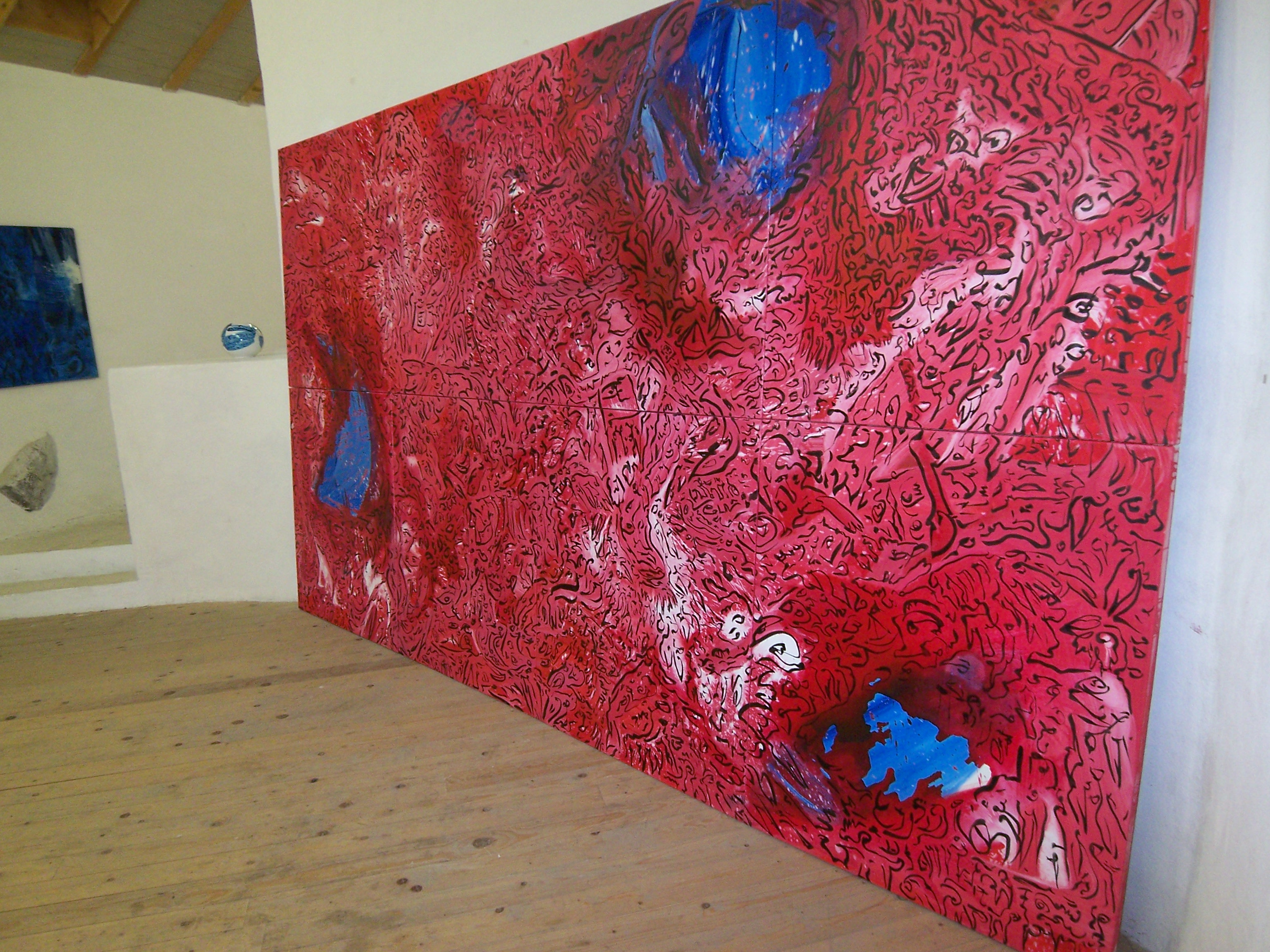
Harald Häuser The Birth of Language, Retrospektive 2007

Schloss Randegg steht am Westrand des Dorfes auf einer Kuppe und wird von einer Ringmauer umgeben. Der annähernd quadratische Bau besaß ehemals je einen Rundturm an allen vier Ecken, von denen noch drei existieren. Am südwestlichen Fuß der Kuppe findet sich noch ein Graben der 1499 zerstörten Burg. Zur Anlage gehört auch eine Kapelle, die 1592 von Hans von Schellenberg erbaut wurde und für die Otto Dix 1963 Glasgemälde entwarf. An der östlichen Giebelseite erhebt sich ein Treppenturm. Das Mansard-Satteldach stammt aus dem 18. Jahrhundert und wurde womöglich nach dem Brand von 1728 erbaut. Das Schloss ist in Privatbesitz und kann nicht regulär besichtigt werden, seit 1989 findet hier jedoch alle zwei Jahre die Kunstausstellung Experimentelle statt.